# Incidente ferroviario di Voghera
L'incidente ferroviario di Voghera è considerato uno tra gli incidenti più gravi nella storia delle ferrovie italiane.
Avvenne alla stazione di Voghera alle ore 2.35 del 31 maggio 1962. Vi morirono 64 persone e 36 rimasero ferite gravemente.

## Cronologia

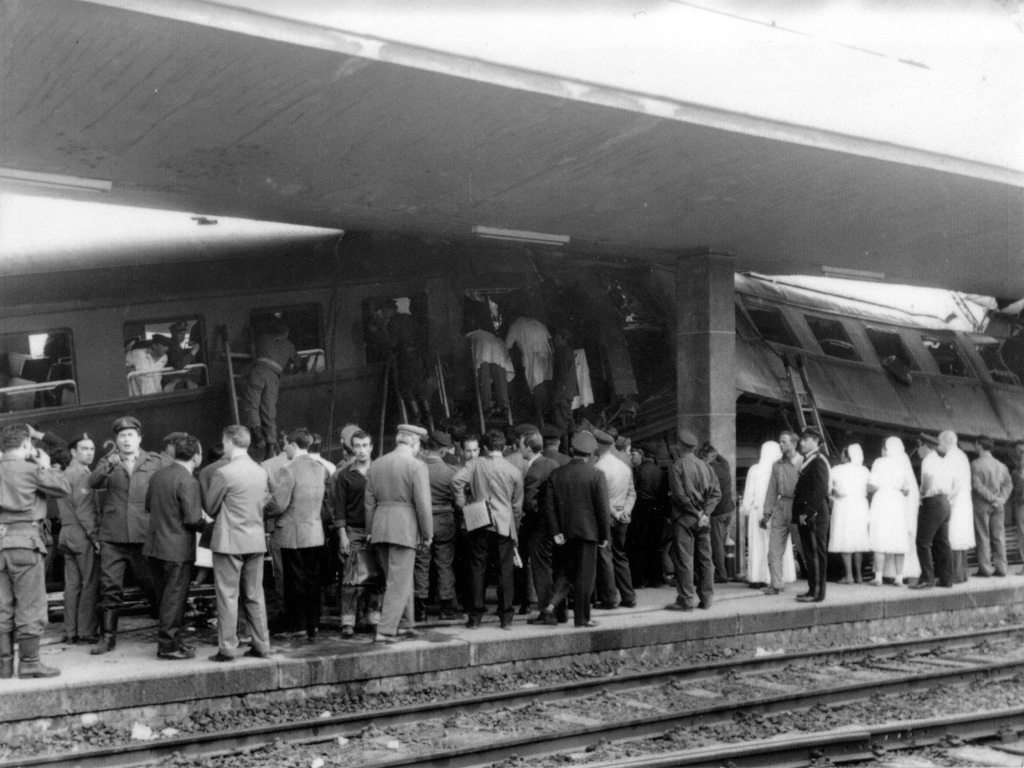
Soccorsi alla stazione di Voghera

Alle ore 2.35 del giorno di giovedì 31 maggio 1962, il treno merci numero 8151, proveniente da Milano, trainato dal locomotore E626.379, entrò nella stazione di Voghera con i segnali di protezione a «via impedita» e investì in coda il treno viaggiatori 1391, che, in sosta sul terzo binario, stava per essere licenziato in partenza verso Genova. Il locomotore del treno 8151 si incuneò nell'ultima carrozza del treno 1391, provocando la morte di 60 persone nonché il ferimento di 40, quattro delle quali successivamente morirono in ospedale. 
Tutte le vittime si trovavano nell'ultima carrozza: si trattava in gran parte di villeggianti diretti in Riviera Ligure.

## Indagine sulle cause dell'incidente

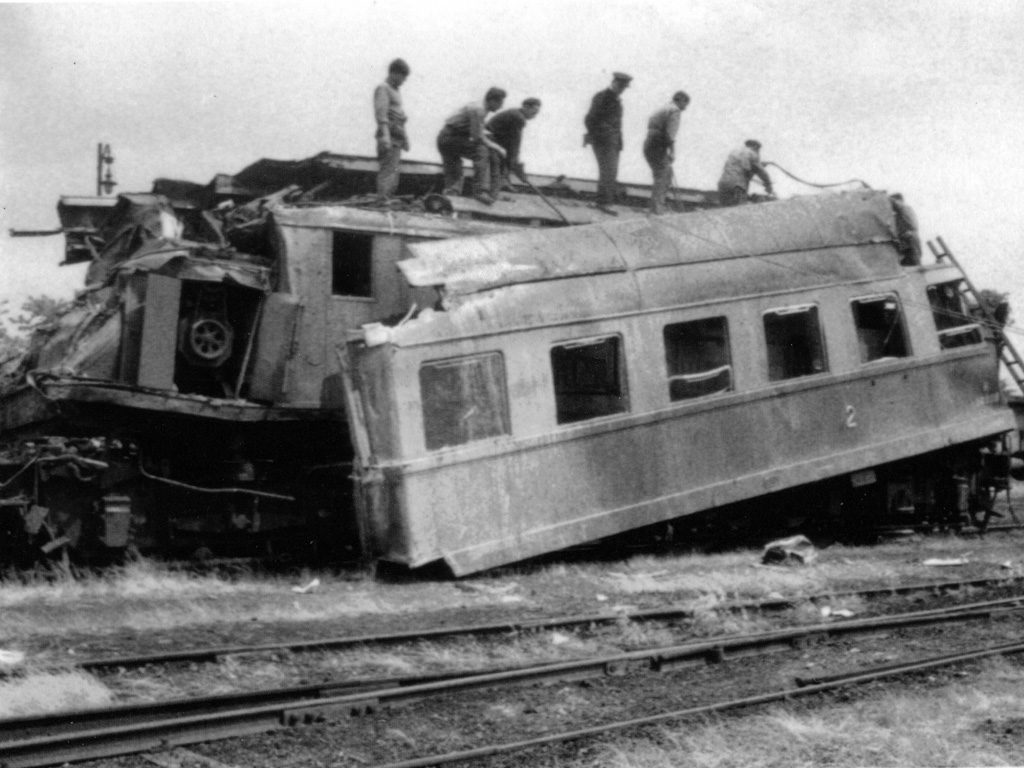
Carcasse dei treni

Dall'esame della zona tachimetrica del treno 8151 risultò che per tutto il percorso a partire da Milano Rogoredo, salvo un breve rallentamento in corrispondenza di Pavia, il treno aveva tenuto una velocità tra i 70 e i 75 km/h. La velocità non fu diminuita neppure in arrivo a Voghera, salvo che nei nove secondi precedenti l'urto, in cui essa scese bruscamente da 72 km/h a circa 60. Questa velocità non era in alcun modo ammissibile, non soltanto perché il segnale di protezione era disposto al rosso, ma anche perché il treno avrebbe dovuto fermarsi alla stazione per il cambio del locomotore, essendo all'epoca il tratto di linea Milano-Voghera a trazione elettrica a corrente continua e quello Voghera-Genova a corrente alternata trifase.
L'inizio della frenatura del treno può collocarsi a circa 170 metri dalla coda del treno 1391, quindi, tenuto conto delle caratteristiche del freno e del tempo di entrata in azione del medesimo, si ritenne che esso fosse stato azionato solo in seguito alle segnalazioni di arresto fatte a mano da parte degli agenti della stazione dal posto di servizio collocato verso Milano; in seguito il macchinista del convoglio merci ammise che le cose si erano svolte proprio in tale modo.

## Celebrazioni nel 40º anniversario

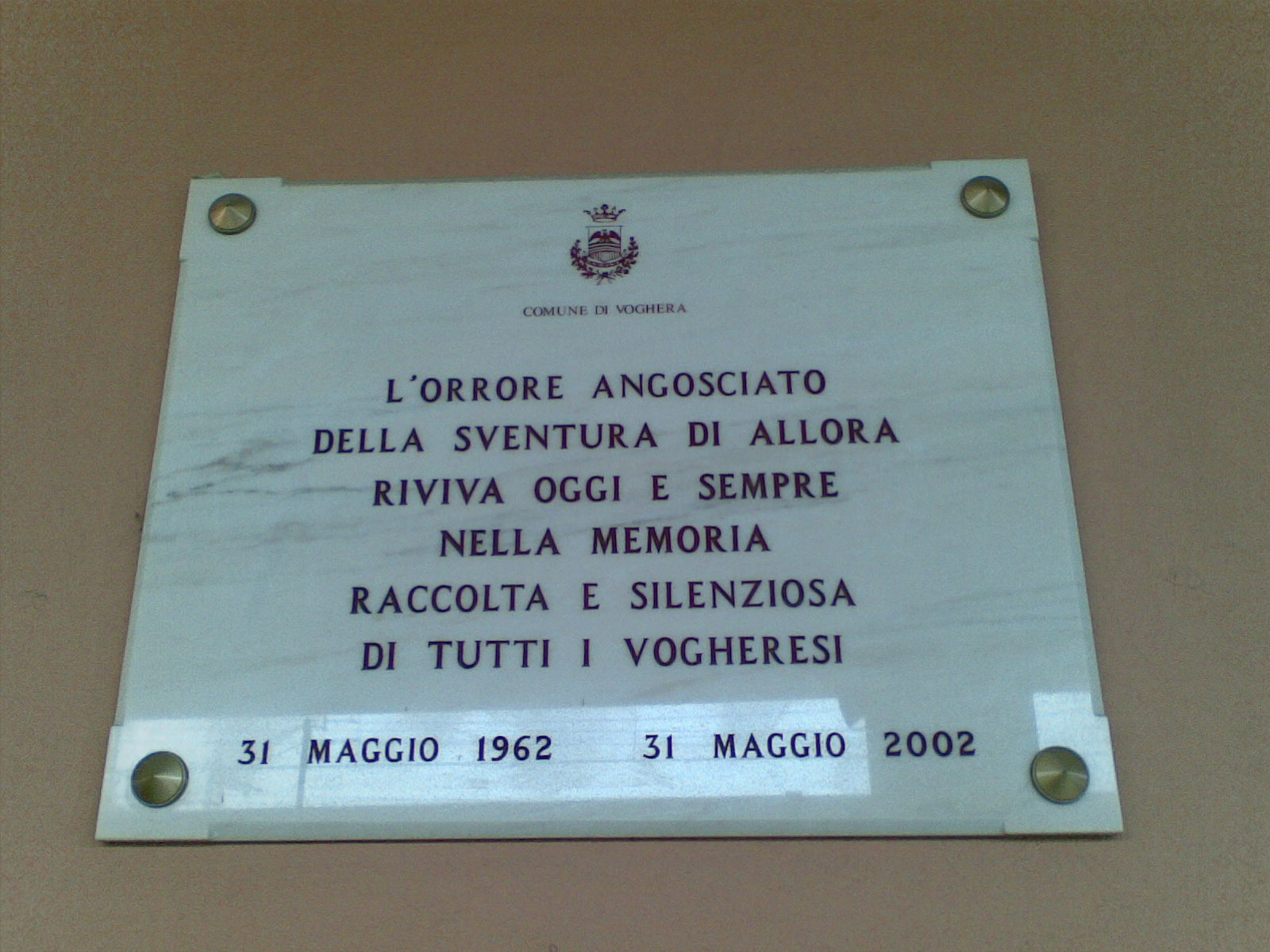
Lapide commemorativa del 40º anniversario dell'incidente posta all'interno della stazione

Il 31 maggio 2002, nel 40º anniversario dell'incidente, fu collocata su un muro dell'edificio principale della stazione (sul marciapiede del primo binario, nei pressi dell'edicola), una lapide di marmo recante la seguente iscrizione:
 "L'orrore angosciato della sventura di allora riviva oggi e sempre nella memoria raccolta e silenziosa di tutti i vogheresi. 31 maggio 1962 - 31 maggio 2002".
La cerimonia fu presenziata da alcune autorità locali.